# 漢德巴赫河 (埃姆舍爾河支流)
51°30′44.3″N 6°48′50.5″E / 51.512306°N 6.814028°E

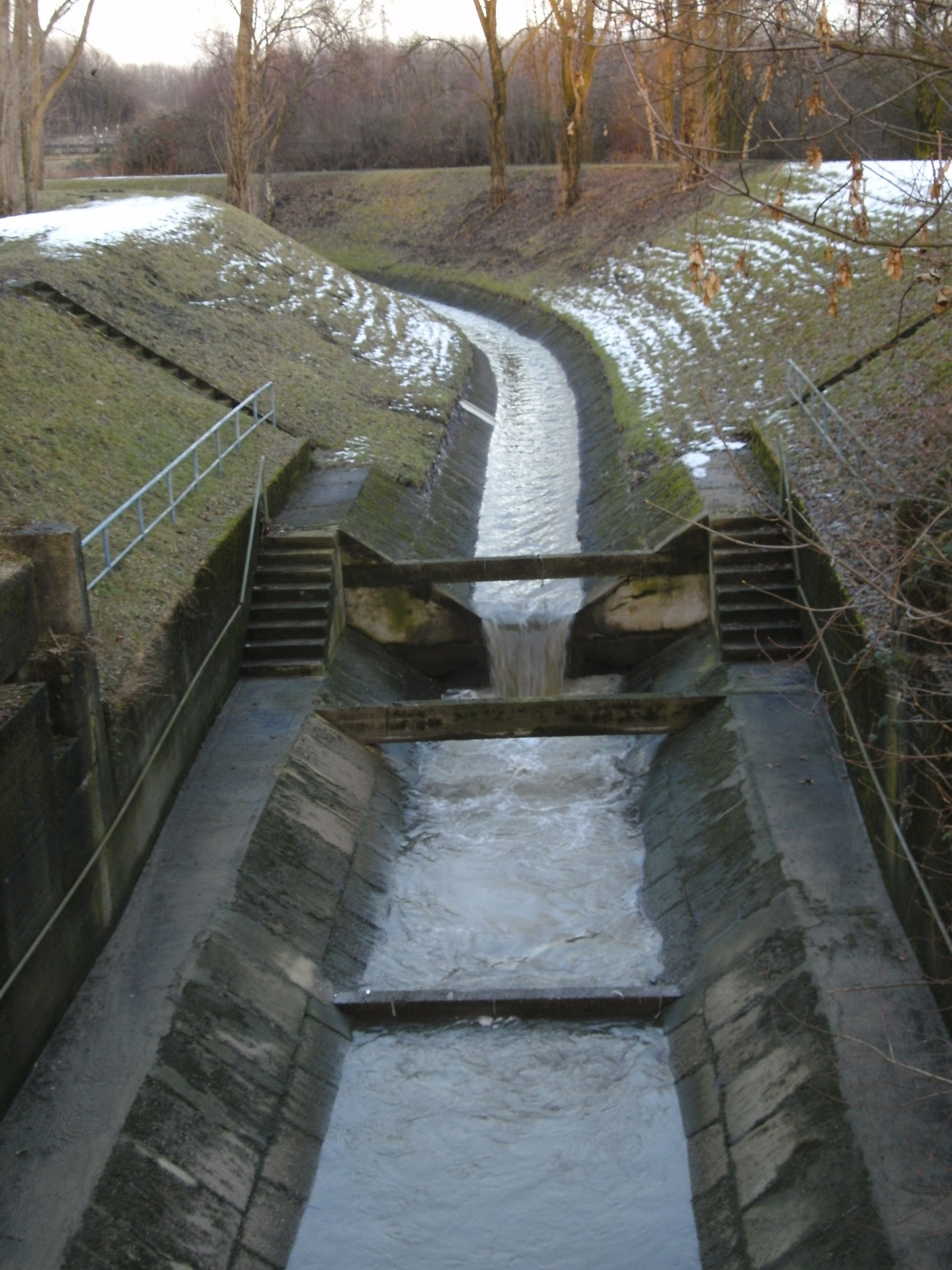
漢德巴赫河（埃姆舍爾河支流）

漢德巴赫河（德語：Handbach），是德國的河流，位於該國西部，處於北萊茵-威斯特法倫州，屬於埃姆舍爾河的右支流，河道全長5.4公里，流域面積23.5平方公里。